# クイーンカップ
クイーンカップは、日本中央競馬会（JRA）が東京競馬場で施行する中央競馬の重賞競走（GIII）である。競馬番組表での名称は「デイリー杯 クイーンカップ（デイリーはい クイーンカップ）」と表記している。
寄贈賞を提供するデイリースポーツは、神戸新聞社（2010年までは子会社のデイリースポーツ社）が東京と兵庫県神戸市で発行する朝刊スポーツ紙。神戸新聞社は本紙の特別版として馬サブローも発行している。旧デイリースポーツ社東京本社の流れをくむ、同社の「デイリースポーツ東京本部」が管理する。
正賞はデイリースポーツ賞。

## 概要
1966年に創設された、4歳（現3歳）牝馬限定の重賞競走。春の牝馬クラシック（桜花賞・優駿牝馬）へとつながる3歳牝馬重賞路線のひとつとして位置づけられている。
第1回は中山競馬場の芝1800mで4月に行われたが、その後施行場や距離は幾度かの変遷を経て、1981年以降は東京競馬場の芝1600mで定着。施行時期も1998年から2月で定着した。
外国産馬は1994年から、地方競馬所属馬は1996年からそれぞれ出走可能になり、2009年からは外国馬も出走可能な国際競走となった。

### 競走条件
以下の内容は、2025年現在のもの。
出走資格：サラ系3歳牝馬
- JRA所属馬
- 地方競馬所属馬（2頭まで）
- 外国調教馬（優先出走）
- 負担重量：馬齢重量（55kg）

### 賞金
2025年の1着賞金は3800万円で、以下2着1500万円、3着950万円、4着570万円、5着380万円。

## 歴史
- 1966年 - 4歳牝馬限定の重賞競走として創設、中山競馬場の芝1800mで施行[4]。
- 1969年 - 名称を「デイリー杯 クイーンカップ」に変更[4]。
- 1972年 - 流行性の馬インフルエンザの影響により4月に順延開催。
- 1984年 - グレード制施行によりGIII[注 1]に格付け。
- 1994年 - 混合競走に指定され、外国産馬が出走可能になる[5]。
- 1996年 - 特別指定交流競走に指定され、地方競馬所属馬が2頭まで出走可能となる[5]。
- 2001年 - 馬齢表示の国際基準への変更に伴い、出走条件を「3歳牝馬」に変更。
- 2007年 - 国際セリ名簿基準委員会（ICSC）の勧告により、格付表記をJpnIIIに変更[8]。
- 2009年
  - 国際競走に指定され、外国調教馬が8頭まで出走可能となる[6]。
  - 格付表記をGIII（国際格付）に変更[6]。
- 2014年 - 土曜の降雪による開催中止の影響で火曜（2月18日）に実施[9][10]。
- 2019年 - 土曜の降雪による開催中止の影響で月曜（2月11日）に実施[11][12]。
- 2021年 - 新型コロナウイルス感染拡大防止のため「無観客競馬」として実施[13]。
- 2024年 - 負担重量を馬齢重量に変更[14]。

### 歴代優勝馬
コース種別を表記していない距離は、芝コースを表す。
優勝馬の馬齢は、2000年以前も現行表記に揃えている。
| 回数   | 施行日        | 競馬場 | 距離        | 優勝馬             | 性齢 | タイム | 優勝騎手     | 管理調教師 | 馬主                           |
| ------ | ------------- | ------ | ----------- | ------------------ | ---- | ------ | ------------ | ---------- | ------------------------------ |
| 第1回  | 1966年4月10日 | 中山   | 1800m       | メジロマジヨルカ   | 牝3  | 1:55.3 | 保田隆芳     | 八木沢勝美 | 北野豊吉                       |
| 第2回  | 1967年6月4日  | 中山   | 1800m       | イチコ             | 牝3  | 1:52.0 | 長田美生     | 内藤潔     | 細井七十男                     |
| 第3回  | 1968年3月3日  | 中山   | 1800m       | ブラックバトー     | 牝3  | 1:53.4 | 伊藤栄       | 中村広     | 木村純三                       |
| 第4回  | 1969年2月23日 | 東京   | ダート1200m | セプターシロー     | 牝3  | 1:12.6 | 増沢末夫     | 鈴木勝太郎 | 西山正行                       |
| 第5回  | 1970年2月15日 | 東京   | ダート1400m | タマミ             | 牝3  | 1:25.7 | 田村正光     | 坂本栄三郎 | 坂本栄蔵                       |
| 第6回  | 1971年2月21日 | 中山   | 1600m       | ヤマアズマ         | 牝3  | 1:37.8 | 徳吉一己     | 森末之助   | 清水友太郎                     |
| 第7回  | 1972年4月2日  | 中山   | 1600m       | タカイホーマ       | 牝3  | 1:36.6 | 大崎昭一     | 仲住達弥   | 高井嘉輔                       |
| 第8回  | 1973年2月25日 | 中山   | 1600m       | キクノツバメ       | 牝3  | 1:38.8 | 郷原洋行     | 土田順三   | 村井菊次郎                     |
| 第9回  | 1974年2月24日 | 中山   | 1600m       | レスターホース     | 牝3  | 1:38.2 | 郷原洋行     | 久保田金造 | 角田二郎                       |
| 第10回 | 1975年2月23日 | 中山   | ダート1700m | ヨネミノル         | 牝3  | 1:46.2 | 蛯沢誠治     | 成宮明光   | 田所国丈                       |
| 第11回 | 1976年2月29日 | 中山   | 1600m       | テイタニヤ         | 牝3  | 1:41.4 | 嶋田功       | 稲葉幸夫   | 原八衛                         |
| 第12回 | 1977年2月27日 | 中山   | 1600m       | マサキビゼン       | 牝3  | 1:37.0 | 岡部幸雄     | 成宮明光   | 藤田正蔵                       |
| 第13回 | 1978年2月26日 | 中山   | 1600m       | キクキミコ         | 牝3  | 1:36.9 | 安田富男     | 石毛善衛   | 鈴木昭作                       |
| 第14回 | 1979年2月25日 | 中山   | 1600m       | シーバードパーク   | 牝3  | 1:36.9 | 小迫次男     | 本郷重彦   | ホースマンクラブ               |
| 第15回 | 1980年2月24日 | 中山   | 1600m       | ポリートウショウ   | 牝3  | 1:36.0 | 蓑田早人     | 森末之助   | トウショウ産業（株）           |
| 第16回 | 1981年2月14日 | 東京   | 1600m       | カバリエリエース   | 牝3  | 1:36.0 | 岡部幸雄     | 佐藤勝美   | （有）賀張中川牧場             |
| 第17回 | 1982年1月31日 | 東京   | 1600m       | ビクトリアクラウン | 牝3  | 1:36.3 | 嶋田功       | 稲葉幸夫   | 飯田正                         |
| 第18回 | 1983年1月30日 | 東京   | 1600m       | ダスゲニー         | 牝3  | 1:36.6 | 大崎昭一     | 新関力     | 三島武                         |
| 第19回 | 1984年1月29日 | 東京   | 1600m       | アイノフェザー     | 牝3  | 1:39.7 | 岡部幸雄     | 成宮明光   | 田中卓                         |
| 第20回 | 1985年1月27日 | 東京   | 1600m       | タカラスチール     | 牝3  | 1:36.1 | 佐藤吉勝     | 坂本栄三郎 | 村山義男                       |
| 第21回 | 1986年1月26日 | 東京   | 1600m       | スーパーショット   | 牝3  | 1:35.5 | 増沢末夫     | 森安弘昭   | 小原巖                         |
| 第22回 | 1987年2月1日  | 東京   | 1600m       | ナカミジュリアン   | 牝3  | 1:35.8 | 郷原洋行     | 八木沢勝美 | 中村美俊                       |
| 第23回 | 1988年1月31日 | 東京   | 1600m       | サークルショウワ   | 牝3  | 1:35.8 | 安田富男     | 古賀末喜   | 鎌田管仲                       |
| 第24回 | 1989年1月29日 | 東京   | 1600m       | カッティングエッジ | 牝3  | 1:36.7 | 柴田政人     | 高橋英夫   | （有）社台レースホース         |
| 第25回 | 1990年1月28日 | 東京   | 1600m       | スイートミトゥーナ | 牝3  | 1:35.2 | 岡部幸雄     | 松山康久   | 和田共弘                       |
| 第26回 | 1991年1月27日 | 東京   | 1600m       | スカーレットブーケ | 牝3  | 1:35.4 | 武豊         | 伊藤雄二   | 吉田勝己                       |
| 第27回 | 1992年2月2日  | 東京   | 1600m       | サンエイサンキュー | 牝3  | 1:36.0 | 東信二       | 佐藤勝美   | 岩崎喜好                       |
| 第28回 | 1993年1月31日 | 東京   | 1600m       | マザートウショウ   | 牝3  | 1:35.1 | 横山典弘     | 奥平真治   | トウショウ産業（株）           |
| 第29回 | 1994年1月30日 | 東京   | 1600m       | ヒシアマゾン       | 牝3  | 1:35.3 | 中舘英二     | 中野隆良   | 阿部雅一郎                     |
| 第30回 | 1995年1月29日 | 東京   | 1600m       | エイシンバーリン   | 牝3  | 1:35.5 | 南井克巳     | 坂口正則   | 平井豊光                       |
| 第31回 | 1996年1月28日 | 東京   | 1600m       | イブキパーシヴ     | 牝3  | 1:34.4 | 武豊         | 橋口弘次郎 | （有）伊吹                     |
| 第32回 | 1997年1月26日 | 東京   | 1600m       | オレンジピール     | 牝3  | 1:36.4 | 田中勝春     | 山内研二   | （有）社台レースホース         |
| 第33回 | 1998年2月22日 | 東京   | 1600m       | エイダイクイン     | 牝3  | 1:35.2 | 菊沢隆徳     | 鈴木康弘   | （有）東振牧場                 |
| 第34回 | 1999年2月21日 | 東京   | 1600m       | ウメノファイバー   | 牝3  | 1:36.6 | 蛯名正義     | 相沢郁     | 梅崎敏則                       |
| 第35回 | 2000年2月19日 | 東京   | 1600m       | フューチャサンデー | 牝3  | 1:36.1 | 横山典弘     | 伊藤正徳   | 廣崎利洋                       |
| 第36回 | 2001年2月17日 | 東京   | 1600m       | サクセスストレイン | 牝3  | 1:34.7 | 木幡初広     | 稲葉隆一   | 鈴木芳夫                       |
| 第37回 | 2002年2月16日 | 東京   | 1600m       | シャイニンルビー   | 牝3  | 1:34.6 | 岡部幸雄     | 藤沢和雄   | 市川義美                       |
| 第38回 | 2003年2月22日 | 中山   | 1600m       | チューニー         | 牝3  | 1:35.6 | 後藤浩輝     | 鈴木伸尋   | 臼田浩義                       |
| 第39回 | 2004年2月21日 | 東京   | 1600m       | ダイワエルシエーロ | 牝3  | 1:34.3 | 福永祐一     | 松田国英   | 大和商事（株）                 |
| 第40回 | 2005年2月19日 | 東京   | 1600m       | ライラプス         | 牝3  | 1:38.1 | 武豊         | 松田国英   | （有）サンデーレーシング       |
| 第41回 | 2006年2月18日 | 東京   | 1600m       | コイウタ           | 牝3  | 1:35.6 | C.ルメール   | 奥平雅士   | （株）前川企画                 |
| 第42回 | 2007年2月17日 | 東京   | 1600m       | イクスキューズ     | 牝3  | 1:34.5 | 北村宏司     | 藤沢和雄   | 岡田繁幸                       |
| 第43回 | 2008年2月23日 | 東京   | 1600m       | リトルアマポーラ   | 牝3  | 1:35.5 | 武幸四郎     | 長浜博之   | （有）社台レースホース         |
| 第44回 | 2009年2月21日 | 東京   | 1600m       | ディアジーナ       | 牝3  | 1:35.7 | 内田博幸     | 田村康仁   | ディアレスト                   |
| 第45回 | 2010年2月20日 | 東京   | 1600m       | アプリコットフィズ | 牝3  | 1:34.4 | 蛯名正義     | 小島太     | （有）社台レースホース         |
| 第46回 | 2011年2月12日 | 東京   | 1600m       | ホエールキャプチャ | 牝3  | 1:35.4 | 池添謙一     | 田中清隆   | 嶋田賢                         |
| 第47回 | 2012年2月11日 | 東京   | 1600m       | ヴィルシーナ       | 牝3  | 1:36.6 | 岩田康誠     | 友道康夫   | 佐々木主浩                     |
| 第48回 | 2013年2月9日  | 東京   | 1600m       | ウキヨノカゼ       | 牝3  | 1:34.6 | W.ビュイック | 菊沢隆徳   | 國分純                         |
| 第49回 | 2014年2月18日 | 東京   | 1600m       | フォーエバーモア   | 牝3  | 1:35.7 | 蛯名正義     | 鹿戸雄一   | （有）サンデーレーシング       |
| 第50回 | 2015年2月14日 | 東京   | 1600m       | キャットコイン     | 牝3  | 1:34.0 | 柴田善臣     | 二ノ宮敬宇 | （有）サンデーレーシング       |
| 第51回 | 2016年2月13日 | 東京   | 1600m       | メジャーエンブレム | 牝3  | 1:32.5 | C.ルメール   | 田村康仁   | （有）サンデーレーシング       |
| 第52回 | 2017年2月11日 | 東京   | 1600m       | アドマイヤミヤビ   | 牝3  | 1:33.2 | C.ルメール   | 友道康夫   | 近藤利一                       |
| 第53回 | 2018年2月12日 | 東京   | 1600m       | テトラドラクマ     | 牝3  | 1:33.7 | 田辺裕信     | 小西一男   | 吉田勝己                       |
| 第54回 | 2019年2月11日 | 東京   | 1600m       | クロノジェネシス   | 牝3  | 1:34.2 | 北村友一     | 斉藤崇史   | （有）サンデーレーシング       |
| 第55回 | 2020年2月15日 | 東京   | 1600m       | ミヤマザクラ       | 牝3  | 1:34.0 | 福永祐一     | 藤原英昭   | 金子真人ホールディングス（株） |
| 第56回 | 2021年2月13日 | 東京   | 1600m       | アカイトリノムスメ | 牝3  | 1:33.3 | 戸崎圭太     | 国枝栄     | 金子真人ホールディングス（株） |
| 第57回 | 2022年2月12日 | 東京   | 1600m       | プレサージュリフト | 牝3  | 1:34.1 | 戸崎圭太     | 木村哲也   | （有）サンデーレーシング       |
| 第58回 | 2023年2月11日 | 東京   | 1600m       | ハーパー           | 牝3  | 1:33.1 | 川田将雅     | 友道康夫   | エムズレーシング               |
| 第59回 | 2024年2月10日 | 東京   | 1600m       | クイーンズウォーク | 牝3  | 1:33.1 | 川田将雅     | 中内田充正 | （有）サンデーレーシング       |
| 第60回 | 2025年2月15日 | 東京   | 1600m       | エンブロイダリー   | 牝3  | 1:32.2 | C.ルメール   | 森一誠     | （有）シルクレーシング         |